# Эритранта крапчатая
Эритранта крапчатая (лат. Erythranthe guttata), или Губастик крапчатый по устаревшему синонимичному названию лат. Mimulus guttatus; многолетнее травянистое растение, вид рода Эритранта (Erythranthe) семейства Фримовые (Phrymaceae) (ранее включался в семейство Норичниковые (Scrophulariaceae).

## Название
Родовое латинское название Erythranthe образовано от др.-греч. ἐρυθρός («эритрос») — красный и др.-греч. ἄνθος («антос») — цветок и отражает ярко-алую окраску цветков типового вида Erythranthe cardinalis. Русскоязычное название Эритранта является транскрипцией латинского.
Видовой эпитет guttata (ж.р. от guttatus) означает «пятнистый, с крапом, со штриховкой» и отражает расцветку зева с мелкими красными пятнышками на светло-желтом фоне. Русскоязычный вариант крапчатая является смысловым переводом латинского.

## Ботаническое описание
Многолетнее травянистое растение, без выраженного запаха.
Стебель восходящий, более-менее коленчатый или прямой, опушенный в верхней части (соцветие), ниже — голый. Полый, ломкий, достаточно толстый, до 5 мм в диаметре, почти круглый, кверху слегка четырехгранный. В основании часто с укореняющимися в нижних узлах столонами. Простой или ветвистый, (15)50-60(80) см длиной.
Листья изменчивые по форме и размерам, довольно крупные, супротивные, широко яйцевидные, округло-яйцевидные или продолговато-яйцевидные до 8 см длиной и 5 см шириной. Неправильно зубчатые, тупые, самые верхние — коротко заостренные. Нижние листья с черешками, верхние — сидячие, полустеблеобъемлющие. Междоузлия обычно длиннее листьев.
Цветки одиночные в пазухах листьев или собраны в верхушечное кистевидное соцветие из 10 и более штук, редко 1-2. Чашечка коротко пушистая или голая, при цветках колокольчатая, длиной около 1 см, при плодах яйцевидная, вздутая, увеличенная до 1,5-2 см длиной. Венчик двугубый, с трубкой 2,0 — 3,5 см длиной, светло-жёлтый, ширококолокольчатый, в зеве обычно с красными пятнышками. Верхняя губа двулопастная, прямостоячая или отогнутая, нижняя — трехлопастная, обычно длиннее верхней. Выпуклости нижней губы почти закрывают зев венчика. Столбик голый. Тычинок 4, двусильных, включенных в венчик.
Коробочка обратнояйцевидная, вдвое короче чашечки, двухгнездая, вскрывающаяся по створкам. Семена многочисленные, обратнояйцевидные, продольно-морщинистые или невыраженно сетчатые.

## Распространение и экология
Природный ареал охватывает Северную Америку, откуда растение было завезено в Европу и Новую Зеландию. Как заносное спорадически встречается на европейской части России.
Произрастает по берегам рек, в сырых зарослях кустарников, на болотцах.

## Хозяйственное значение и использование
Изредка выращивается в качестве декоративного садового растения.

## Классификация

### Таксономия
Erythranthe guttata (DC.) G.L.Nesom, 2012, Phytoneuron 2012-39: 43
Вид Эритранта крапчатая относится к роду Эритранта (Erythranthe) семейства Фримовые (Phrymaceae) порядка Ясноткоцветные (Lamiales), который последовательно входит в вышестоящие клады Ламииды → Астериды → Суперастериды → Эвдикоты → Цветковые растения. Таксономическая схема в соответствии с Системой APG IV по состоянию на декабрь 2023 года:
|  |                          |  |                                   |                                   |                    |  | еще 23 семейства | еще 23 семейства |                         |  |  |  | еще 129 подтвержденных видов и 4 вида, ожидающий подтверждения |
|  |                          |  |                                   |                                   |                    |  | еще 23 семейства | еще 23 семейства |                         |  |  |  | еще 129 подтвержденных видов и 4 вида, ожидающий подтверждения |
|  |                          |  |                                   | порядок Ясноткоцветные            |                    |  |                  |                  | род Эритранта           |  |  |  |                                                                |
|  |                          |  |                                   | порядок Ясноткоцветные            |                    |  |                  |                  | род Эритранта           |  |  |  |                                                                |
|  | клада Цветковые растения |  |                                   |                                   | семейство Фримовые |  |                  |                  | вид Эритранта крапчатая |  |  |  |                                                                |
|  | клада Цветковые растения |  |                                   |                                   | семейство Фримовые |  |                  |                  |                         |  |  |  |                                                                |
|  |                          |  | ещё 63 порядка цветковых растений | ещё 63 порядка цветковых растений |                    |  |                  | еще 14 родов     | еще 14 родов            |  |  |  |                                                                |
|  |                          |  |                                   | ещё 63 порядка цветковых растений |                    |  |                  |                  | еще 14 родов            |  |  |  |                                                                |

### Синонимы
- Mimulus clementinus Greene
- Mimulus cupriphilus Macnair
- Mimulus duplex Wettst.
- Mimulus equinus Greene
- Mimulus exquisitus J.Muir
- Mimulus formosa-elegans Ysabeau
- Mimulus glabratus var. adscendens A.Gray
- Mimulus grandiflorus Howell
- Mimulus guttatus DC.
- Mimulus guttatus subsp. guttatus
- Mimulus guttatus subsp. haidensis Calder & Roy L.Taylor
- Mimulus guttatus subsp. litoralis Pennell
- Mimulus guttatus subsp. typicus Pennell
- Mimulus guttatus var. cupriphilus (Macnair) D.W.Taylor
- Mimulus guttatus var. depauperatus (A.Gray) A.L.Grant
- Mimulus guttatus var. gracilior H.St.John
- Mimulus guttatus var. guttatus
- Mimulus guttatus var. lyratus (Benth.) Pennell
- Mimulus guttatus var. platycalyx (Pennell) D.W.Taylor
- Mimulus guttatus var. puberulus (Greene ex Rydb.) A.L.Grant
- Mimulus hirsutus Howell
- Mimulus langsdorffii Donn ex Greene
- Mimulus langsdorffii var. argutus Greene
- Mimulus langsdorffii var. guttatus (DC.) Jeps.
- Mimulus langsdorffii var. minima J.K.Henry
- Mimulus langsdorffii var. platyphyllus Greene
- Mimulus luteus var. depauperatus A.Gray
- Mimulus lyratus Benth.
- Mimulus maclainii Ysabeau
- Mimulus paniculatus Greene
- Mimulus petiolaris Greene
- Mimulus pictus Ysabeau
- Mimulus platycalyx Pennell
- Mimulus prionophyllus Greene
- Mimulus puberulus Greene
- Mimulus puberulus Greene ex Rydb.
- Mimulus whipplei A.L.Grant